# Premio Henri Poincaré
El Premio Henri Poincaré fue creado en 1997 para reconocer las contribuciones sobresalientes en física matemática, y las contribuciones que sientan las bases para nuevos desarrollos en este campo tan amplio. Lo otorga la Asociación Internacional de Física Matemática. El premio también se creó para reconocer y apoyar a las jóvenes promesas que ya han hecho contribuciones sobresalientes en el campo de la física matemática.
El premio es otorgado cada tres años en el Congreso Internacional de Física Matemática y, cada vez, se premia a tres personas (para ser exactos, las reglas dicen que alrededor de tres teniendo en cuenta circunstancias excepcionales, a discreción del comité del premio).

## Premiados

### 2024 Estrasburgo
- David Brydges
- Alekséi Kitaev
- Antti Kupiainen
- Scott Sheffield

### 2021 Geneva[2]
- Rodney Baxter
- Demetrios Christodoulou
- Yoshiko Ogata
- Jan Philip Solovej

### 2018 Montreal
- Michael Aizenman
- Percy Deift
- Giovanni Gallavotti

### 2015 Santiago de Chile
- Alexei Borodin
- Thomas Spencer
- Herbert Spohn

### 2012 Aalborg
- Nalini Anantharaman
- Freeman Dyson
- Sylvia Serfaty
- Barry Simon

### 2009 Praga
- Jürg Fröhlich
- Robert Seiringer
- Yakov G. Sinai
- Cedric Villani

### 2006 Río de Janeiro
- Ludvig D. Faddeev
- David Ruelle
- Edward Witten

### 2003 Lisboa
- Huzihiro Araki
- Elliott H. Lieb
- Oded Schramm

### 2000 Londres
- Joel Lebowitz
- Walter Thirring
- Horng-Tzer Yau

### 1997 Brisbane
- Rudolf Haag
- Maxim Kontsevich
- Arthur Wightman